# Gunnar Brinck
Gunnar Fredrik Brinck, född 17 september 1895, i  Jönköpings församling, Jönköpings län, död 25 januari 1972 i Oscars församling, Stockholms län, var en svensk militär.
Brinck tog officersexamen vid Kungliga Krigsskolan 1917 och utnämndes samma år till fänrik vid Skaraborgs regemente. Han befordrades 1930 till kapten, varpå han tjänstgjorde i Generalstaben. År 1937 utnämndes han till major i Generalstabskåren och 1937–1941 var han stabschef vid II. arméfördelningen. Han befordrades 1941 till överstelöjtnant och var chef för Centralavdelningen i Arméstaben 1941–1942. År 1942 befordrades han till överste, varefter han 1942–1951 var chef för Älvsborgs regemente och 1951–1952 ställföreträdande befälhavare för II. militärområdet. Han var 1952–1955 rikshemvärnschef och befordrades 1954 till generalmajor.
Efter sin pensionering var Brinck försvarskonsult åt kraftföretaget Krångede AB. Åren 1959–1971 var han ordförande i Föreningen Armé- Marin- och Flygfilm. Brinck är begraven på Sankta Elins kyrkogård i Skövde.